# Социологија (часопис)
Социологија је научни часопис који објављује теоријске, емпиријске и методолошке радове из области социологије, социјалне психологије и социјалне антропологије.
Часопис је настао 1959. године и још увек излази славећи преко 50 година објављивања. Издавачи су Социолошко удружење Србије и Црне Горе и Институт за социолошка истраживања Филозофског факултета у Београду.
Главни и одговорни уредници првог броја били су Илија Станојчић и Руди Супек.

## О часопису
Часопис „Социологија“ је један од најугледнијих стручних гласила у домаћој науци о друштву који се дотиче социолошких и антрополошких тема. У њему су своје радове објављивали скоро сви значајнији социолошки писци Србије и региона, а репрезетативност извора обавештења обезбеђена је редовношћу излажења часописа чинећи једну тему попут Социологије (која је увек склона промени због друштвених оконости које се стално мењају) увек свежом и поткрпљеном најновијим сазнањима. Због релативне отворености уређивачке политике спрам различитих идејних становишта, управо су на страницама овог гласила, пре него што би се појавили у облику књиге, зборника или монографије, најчешће објављивани фрагментарни или интегрални резултати индивидуалних или групних теоријских, односно емпиријских истраживања.
Један од покретача био је проф. др Милош Илић. 
Текстове може свако да објави али након што прође кроз уобичајену академску процедуру анонимних рецензија. Уредништво прима само необјављене радове на српском или неком од светских језика (најчешће је то енглески, немачки или француски језик).
Часопис има сталне рубрике који обухвата чланке и приказе књига али и осврте и коментаре од стручног и научног интереса.

### Периодичност излажења
Часопис излази на свака три месеца, четири пута у току године.

## Уредници

### Уредници
1. од бр. 1 (1961) Јоже Горичар;
2. од бр. 1/2 (1964) Владимир Милановић;
3. од бр. 1 (1967) Загорка Пешић-Голубовић, Мирослав Печујлич.

### Одговорни уредници
1. од бр. 1 (1969) Војин Милић;
2. од бр. 1 (1970) Михаило Поповић;
3. од бр. 1 (1972) Југослав Станковић;
4. од бр. 1 (1977) Владимир Милановић;
5. од бр. 1 (1982) Миодраг Ранковић;
6. од бр. 4 (1983) Милосав Јанићијевић;
7. од бр. 1/2 (1987) Марија Богдановић;
8. од бр. 4 (1987) Есад Ћимић;
9. од бр. 4 (1989) Божидар Јакшић;
10. од бр. 1 (1993) Младен Лазић;
11. од бр. 1 (1995) Анђелка Милић;
12. од бр. 3 (1995) Жарана Папић.

### Главни и одговорни уредници
1. од бр. 3 (1997) Александар Молнар;
2. од бр. 3 (2000) Божо Милошевић;
3. од бр. 1 (2003) Мина Петровић;
4. од бр. 1 (2007) Ивана Спасић;
5. од бр. 1 (2012) Јово Бакић;
6. од бр. 1 (2013) Марија Бабовић;
7. од бр. 1 (2015) Нада Секулић;
8. од бр. 2 (2015) Марија Бабовић.[1]

## Аутори прилога
Неки од познатих аутора прилога су:
- Младен Лазић[5]
- Јово Бакић[6]
- Ђуро Шушњић[7]
- Загорка Голубовић[8]
- Тодор Куљић[9]

## Електронски облик часописа
На званичном сајту часописа може се пронаћи  електронска верзија новијих бројева, од 2001. године наовамо.